# ビィズ・クロコ
ビィズ・クロコ株式会社（英語表記：Biz Croco Inc.）は、東京都港区南青山に本社を置く、イベントの企画制作・映像のプロデュースを主軸として事業を展開する日本のクリエイティブ・プロダクション。

## 概要
イベントの企画・演出・制作・運営・管理のほか、通常の映像だけでなくプロジェクションマッピングなどのイベント用特殊映像など各種コンテンツの制作や映像音響関連機材・システムのレンタル・オペレーションも行っている。

## 事業領域[2]

### Event Presentation
- コンベンション・展示会・発表会・記念式典・シンポジウム・国際会議・セミナー・パーティ・ショー・コンサート

### Visual Creation
- PV・CM・WEB用ビデオ・教育用ビデオ・大型マルチ映像・インタラクティブ映像・プロジェクションマッピング・CG

### Digital Contents & Design
- WEBマーケティング・SNS・電子書籍・デジタルサイネージ・タッチパネルコンテンツ・VI・各種印刷物

### Music Creation
- 音楽出版・版権管理業務・作詞 作曲 編曲 演奏・録音・サントラ・社歌・キャンペーンソング・SE・ゲームサウンド

### Casting
- 音楽家・タレント・モデル・文化人・司会者・講師

### Broadcast
- Coco-de-sica.TV・Sound States・TV番組・ラジオ番組

### Show Technical
- 撮影・中継・PA/SR/AV機器レンタル・スタッフ派遣 AVシステムプランニング・運営管理

### Studio & Hall
- Coco-de-sica・USTREAM STUDIO+AT1・イベントホール運営 セミナー&スクール事務局

## 沿革[3]
- 1985年 - 大型映像の編集及び、上映を目的として東京都大田区田園調布にて創業。
- 1987年 - 東京都大田区田園調布にて、株式会社クロコ・インターフェイス設立。東京都新宿区住吉町に映像編集スタジオ設置。
- 1989年 - ビィズ・クロコ株式会社に改組、資本金1,800万円に増資。東京都中野区弥生町に本社を移転、あわせて映像・音響を同時に編集できるプレゼンテーションスタジオを開設。
- 1992年 - 映像、音響、照明機器のレンタル・販売を目的にビィズ・テック株式会社を設立。
- 1994年 - 映像ソフト制作の強化を目的にビィズ・オービスト株式会社を設立。マルチメディア・プレゼンテーションに関するソフト、ハード両面からのトータル支援体制を確立。
- 1997年 - ビィズ・クロコ株式会社の本社機能を現住所(東京都港区南青山)に移転。
- 1999年 - ビィズ・クロコ株式会社に、ビィズ・オービスト株式会社を吸収合併。資本金を 3,000 万円に増資。企業内教育プログラムの企画と講師派遣を目的に教育事業部を設立。
- 2000年 - ビィズ・クロコ株式会社、ビィズ・テック株式会社のオフィスを現住所に統合し、ビィズ・グループのサービスをトータルかつスピーディーに提供する体制を確立。資本金を5,000万円に増資。都会の寺子屋を目指し、セミナールームCoco-de-sica(ココデシカ)を開校。
- 2001年 - ビィズ・クロコ株式会社が、教育関連事業（講師派遣、セミナーの企画運営、 貸会議室の運営）を目的にCoco-de-sica（ココデシカ）ウエブサイトを開設。21世紀のビィズの姿として、映像関連事業、イベント関連事業、そして教育関連事業を加え、３本柱の確立を志す。
- 2003年 - ビィズ・テック株式会社が、AV機材レンタル事業のオフィスと倉庫を統合したテクニカルセンターを東雲に開設。
- 2006年 - ビィズ・クロコ株式会社が、４月に新スタイルの貸し会議サロン「クオレ表参道」を骨董通りにオープン。８月に虎ノ門駅直結の貸し会議室「エスタ虎ノ門」をオープン。
- 2009年 - ビィズ・クロコ株式会社に、ビィズ・テック株式会社を吸収合併。資本金を6,000万円とする。
- 2011年 - Ustream Asia 公認運営パートナーとして「Ustream Studio+ Aoyama Tokyo 1st」を開設。同時にインターネット放送チャンネル「Coco-de-sicaTV」による放送を開始。10月10日10時10分、音楽番組「Sound States」初回放送。
- 2012年 - タレント・ミュージシャンなどのキャスティング事業の本格展開を開始。
- 2013年 - ショーテクニカルディビジョンの機材・スタッフを拡充。大規模イベントなどのPA/SR体制強化。音楽番組「Sound States」のUSTREAM合計視聴者数が5万人、YouTube動画再生回数が8万回を超える。アーティストによる楽曲制作・演奏企画に関する音楽事業の本格展開を開始。

## 註
1. 1 2  会社概要 ビィズ・クロコ株式会社、2015年6月30日閲覧。
2. ↑  ビィズ・クロコ株式会社名刺、2015年版、裏面より引用
3. ↑  ヒストリー ビィズ・クロコ株式会社、2015年6月30日閲覧。